# غوستاف تسيغلر
غوستاف تسيغلر (و. 1847 – 1908 م) هو مهندس معماري ألماني، ولد في كارلسروه، توفي في كارلسروه، عن عمر يناهز 61 عاماً.